# Synlab
Synlab Hrvatska je privatni medicinsko-biokemijski i mikrobiološki laboratorij koji posluje u Republici Hrvatskoj.

## Povijest
Laboratorij je osnovan 1995. godine. Tijekom godina, medicinsko-biokemijski laboratorij prerastao je u polikliniku za medicinsko-laboratorijsku dijagnostiku i do siječnja 2013. godine radio je pod imenom "Labor centar - poliklinika".
Početkom 2007. godine dolazi pod okrilje grupacije Synlab GmbH & Co. KG. U travnju 2008. godine otvorena je podružnica za medicinsko-biokemijsku djelatnost u Velikoj Gorici. U 2013. godini poliklinika je imala ukupno 21 zaposlenika.
Ravnateljica poliklinike za medicinsko-biokemijsku dijagnostiku Synlab Hrvatska je mr.sc. Tanja Bobetić-Vranić, specijalistica medicinske biokemije.

### Akreditirani laboratorij prema HRN EN ISO 15189
Synlab Hrvatska je u srpnju 2010. godine dobio akreditaciju prema HRN EN ISO 15189 za medicinsko-biokemijski laboratorij. To je prva akreditacija dodijeljena jednom privatnom biokemijskom laboratoriju u Hrvatskoj koji je zadovoljio kriterije norme HRN EN ISO 15189.

## Grupacija Synlab
Grupacija Synlab predstavlja mrežu medicinskih laboratorija u Njemačkoj i drugim zemljama. Synlab Holding GmbH osnovan je 2010. sa sjedištem u Njemačkoj u Augsburgu, a grupacija trenutno posluje u 20 zemalja kroz ukupno 300 laboratorija, te zapošljava 7.000 djelatnika. Djelatnost grupacije pokriva laboratorijsku dijagnostiku za ljudsku i veterinarsku medicinu te okoliš. Grupa je u 2013. godini ostvarila prihod od oko 700 milijuna eura. Tvrtka ima svoje podružnice u Njemačkoj i 19 drugih zemalja u Europi, kao i u Turskoj, Saudijskoj Arabiji i Dubaiju.
Predsjednik Uprave Synlab Grupe je laboratorijsko-medicinski stručnjak dr. med. Bartl Wimmer. Ostali članovi uprave društva su Alexander Hoffmann i Markus Stötter.

### Aktivnosti
Tvrtka pruža laboratorijske analize za humanu i veterinarsku medicinu, kao i za programe zaštite okoliša. U Synlab laboratorijima ispituje se oko milijun uzoraka (npr. mokraće, krvi, tkiva, tla, vode za piće) svaki dan na temelju oko 5.000 različitih testnih parametara. Svake godine, otprilike 60 novih paramatera bude dodano u testiranja.

## Vanjske poveznice
- Službena stranica Synlab Hrvatska